# Cambota

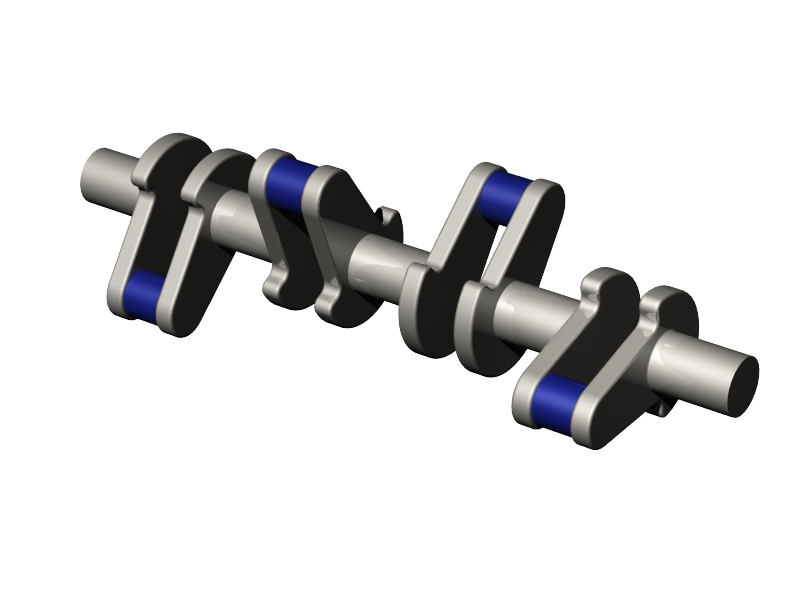
Visão isolada da cambota de um motor em V, mostrando os fixos e os moentes que se ligam as bielas.

A cambota (vermelho), êmbolos ou pistões (cinzento), e os cilindros (azul) encontra-se acoplada ao volante, que irá transferir a energia mecânica para a caixa de velocidades.

A cambota ou veio de manivelas, também conhecida como virabrequim, girabrequim, eixo de manivelas ou árvore de manivelas no Brasil, é um mecanismo baseado em manivelas que transforma força para torque (momento de forças). Recebe a força através de uma biela conectada ao pistão, transformando-o em torque, transmitido aos demais componentes acoplados nas extremidades de seu eixo (polia da correia dentada, polia da correia dos acessórios e volante do motor).
Na extremidade anterior da cambota encontra-se uma roldana responsável por fazer girar inúmeros dispositivos, como a bomba da direção hidráulica, bomba do ar-condicionado ou a bomba de água. Na outra extremidade encontra-se o volante do motor, que liga à caixa de velocidades — cuja força-motriz será transmitida ou não, consoante a pressão da embreagem.
Os esticões provocados pela explosão ou combustão são suavizados pela inércia do volante motor e pelos apoios. Muitas vezes, ao realizar tuning num automóvel opta-se por reduzir ligeiramente o peso do volante motor, conseguindo assim obter uma maior aceleração. No entanto, esta alteração tem a desvantagem de aumentar as vibrações produzidas pelo motor.
Devido a necessidade de resistência a tração e a fadiga, o virabrequim é geralmente feito de materiais duros, como um ferro fundido especial. O virabrequim trabalha entre temperaturas de 80º e 100ºC.
Em suma, pode-se dizer que a cambota está situada na parte inferior do bloco do motor, e tem acoplada as bielas, que por sua vez, estão ligadas aos pistões. Assim sendo, quando se dá o movimento do ponto morto superior até ao ponto morto inferior do pistão, a cambota vai rodar. A cambota transforma o movimento longitudinal em movimento de rotação, que de seguida é transmitido ao volante do motor e à caixa de velocidades.